# Заки Венджънс
Заки Венджънс (на английски: Zacky Vengeance, роден като Закари Джеймс Бейкър, Zachary James Baker на 11 декември 1981) е китарист и беквокали на групата Авенджед Севънфоулд.

## Биография
В DVD-то на Авенджед Севънфоулд – All Excess той разкрива, че преди Авенджед Севънфоулд, е свирил в пънкгрупа наречена MPA* (Mad Porn Action).
Звученето на Mad Porn Action може да се чуе и в песните на A7X, поне като стил. Той казва също, че те не са имали успехи. Той и М. Шадоус (който по това време е бил певец на групата Successful Failure) сформират Авенджед Севънфоулд. Избира името Заки Венджънс, заявявайки, че не харесва хора, които се съмняват в успеха му.
Китарата, на която за пръв път се е учил, всъщност е на баща му, който е десняк. Научил се е с гледане на любимите си банди. Прочитал е всяко издание на Guitar World от кора до кора. Влияние в стилът му окачват Rancid, Мисфитс и Бед Релиджън. Любимите банди на Заки са Металика и Гънс Ен' Роузис

## Факти
- Отговорен е за акронима на групата A7X. [1]
- Левичар е.
- Започнал е да свири на китара, когато е бил на 13.
- Има брат на име Мат Бейкър, който свири в бандата The Dear and Departed. Има и сестра, Зина Бейкър.
- Заки е наполовина германец, наполовина италианец.
- Има куче – Икабод, за което е направил страница в Myspace.
- Заки е работил в магазин за кафе, и когато е бил в гимназия е играел бейсбол. Отбелязва че ако не е започнал кариерата си в Avenged Sevenfold, е щал да стане професионален бейсболист.
- Заки е проектирал и пуснал на пазара модел китара със собствен дизайн.

## Венджънс Юнивърсити
Заки има собствена модна линия, наречена Zacky V. Presents.... Сегашният дизайн включва популярното лого Vengeance University, което Заки измисля сам. В линията има тениски и колани с марката Est. 6661. 6661 е 1999 обърнато на обратно, което е годината на формирането на бандата.

## Инструменти

### Китари
Zacky използва Schecter Guitars
- S-1
- S-1 Bada Bling
- Vengeance Custom
- Custom Gynecologist Black w/ Red blood Splatter S-1 Flat Top
- Custom Gynecologist White w/ Red Blood Splatter S-1
- ZV Special (Gold/Silver)
  - Zacky също използва и няколко студийни Schecter модела.
  - Всичките му китари са заредени с Seymour Duncan SH-4 JB

### Усилватели
- Bogner Ubershall and Caveman Head
- Mesa Boogie Dual Rectifier Head
- Marshall JCM-2000

### Аксесоари
- Boss TU-2 Chromatic Tuner
- Boss NS-2 Noise Suppressor
- Visual Sound H2O Liquid Chours
- Line 6 Tonecore Coise Constrictor
- Line 6 DL4 Delay Modeler
- Line 6 PODxt Pro
- Ibanez LF7
- Seymour Duncan SFX-01 Pickup Booster
- Voodoo Lab PEDAL POWER 2
- Voodoo Lab GCX Audio Switcher
- Ърни Бол струни[2]
- Dunlop Tortex yellow plectrums 0.73 mm (Avenged Sevenfold logo)
- White Get'm Get'm Sergeant Stripes Strap